# Charlot se întoarce târziu acasă
 Charlot se întoarce târziu acasă  (în engleză One A.M.) este un film american de comedie din 1916 produs de Henry P. Caulfield și scris și regizat de Charlie Chaplin. Este primul film în care Charlie Chaplin joacă singur, cu excepția unei scene în care Albert Austin interpretează rolul unui taximetrist.

## Galerie

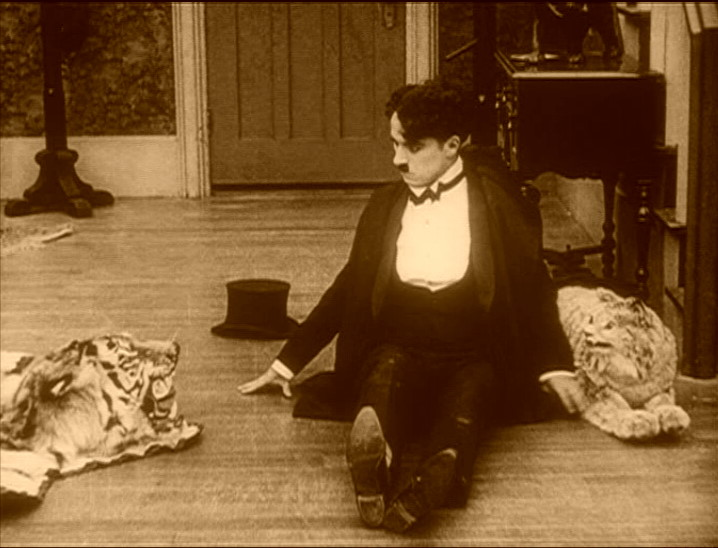

## Distribuție
- Charles Chaplin - om beat
- Albert Austin - taximetrist